# Giovanni della Rovere
João Della Rovere, em italiano Giovanni della Rovere (1457 - novembro de 1501), foi um condottiero italiano e membro da família Della Rovere. Era sobrinho do Papa Sisto IV e irmão de Juliano (Giuliano) (1443-1513), eleito para o trono papal como Papa Júlio II em 1503.
João nasceu em Savona. Em 1474, graças ao seu tio, o Papa Sisto IV, tornou-se senhor de Senigália e Mondavio. Também foi prefeito de Roma e Duque de Sora e Arce.
Casou-se com Joana de Montefeltro (Giovanna da Montefeltro), filha de Frederico III de Montefeltro, e alguns de seus descendentes adotaram o sobrenome Montefeltro della Rovere. Entre seus filhos incluem Francisco Maria I Della Rovere, o primeiro duque de Urbino da Casa Della Rovere, que se casou com Leonor Gonzaga.
| Precedido por: Leonardo Della Rovere | Duque de Sora 1475–1501 | Sucedido por: Francisco Maria I Della Rovere |